# 俞允文

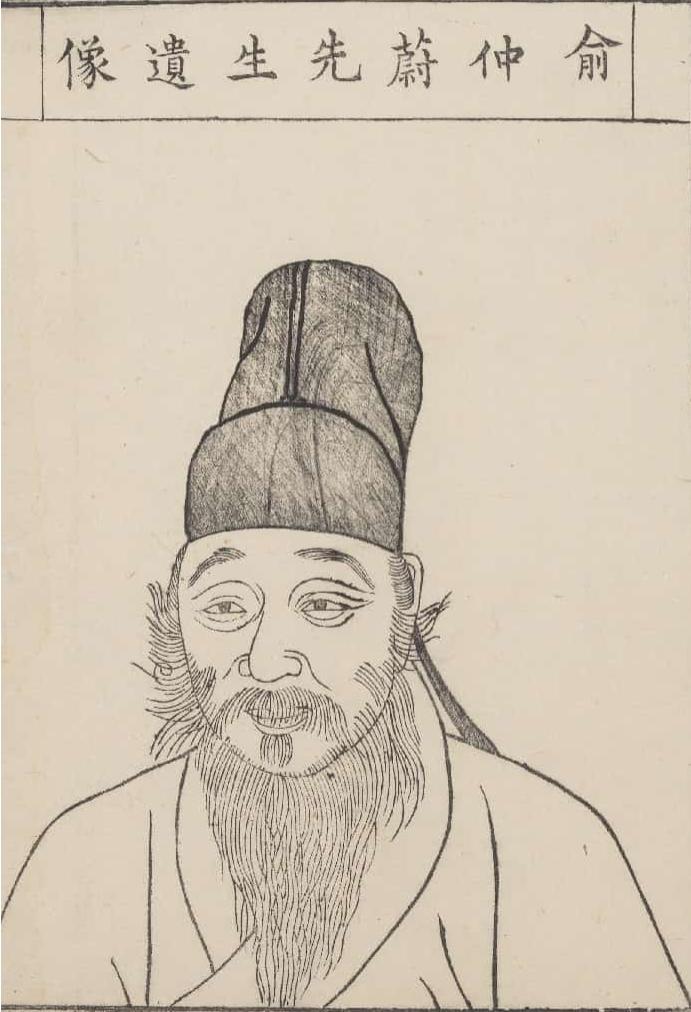
《仲蔚先生集》之俞仲蔚先生遺像

俞允文（1513年7月19日—1579年8月25日），初名允執，字質甫，一字仲蔚，直隸昆山人，明朝書法家。

## 生平
俞璋之子。生于正德八年（1513年）六月十七日，早年為诸生，十五歲時作《马鞍山赋》，十七歲時，吴郡别驾李浙见其文，誉为“神龙天马”，推薦給督学章衮，补为郡庠弟子员。嘉靖二十六年（1547年）学归昆山，闭户读书，自号“古初子”。顾章志评其：“和不徇人，贞不绝俗。”王世贞尝言：“吾所与布衣游者三人，俞允文仲蔚、谢榛茂秦、卢柟次楩。”。工書法，尤善於小隸，重学黄庭坚和米芾，王世贞稱其字“稍大则仿黄、米，而伤佻纵。”，自称“余嗜松雪书，不减叔野”，不嗜酒，好甜食，雅好奇石。卒于万历七年（1579年）八月四日。著有《俞仲蔚集》。

## 延伸阅读
[在维基数据编辑]
 《明史卷二百八十八》，出自《明史》